# Schicksalsspiel
Schicksalsspiel (Internationaler Titel Soccer love) ist ein deutscher Fernsehfilm des Regisseurs Bernd Schadewald aus dem Jahr 1993, der erstmals am 31. August 1994 im Programm der ARD ausgestrahlt wurde.

## Handlung
Zum Auswärtsspiel des Fußball-Zweitligisten FC St. Pauli beim F.C. Hansa Rostock reist Roland zusammen mit weiteren Sankt-Pauli-Anhängern nach Rostock. Das Aufeinandertreffen beider Vereine gilt aufgrund der als linkspolitisch aktiv geltenden Fanszene St. Paulis und rechtsradikalen Tendenzen in Rostock, die wenige Monate zuvor bei den Ausschreitungen in Rostock-Lichtenhagen deutlich geworden waren, als Risikospiel. So gerät auch die vierköpfige Fangruppe um Roland in eine Auseinandersetzung mit Hansa-Fans. Sie versuchen unerkannt in einer Rostocker Kneipe zu feiern. Dabei lernt Roland die Kellnerin Conny kennen, in die er sich sofort verliebt. Nach kurzer Zeit wird jedoch die Hamburger Gruppe enttarnt, woraufhin Roland und seine Freunde fluchtartig die Gaststätte verlassen. Nach einer kurzen Verfolgungsjagd werden die Rostocker von der Polizei gestellt und in Gewahrsam genommen, während die Gäste aus Hamburg das Spiel verfolgen können.
Nach dem Spiel versucht Roland Conny wiederzusehen, der er bei einem kurzen Treffen schließlich seinen Fan-Schal als Andenken überlässt. Schon bald fährt Roland wieder nach Rostock und verbringt einen Tag mit Conny, jedoch entdeckt in der Zwischenzeit ihr Bruder Lalla, der selbst überzeugter Hansa-Anhänger ist, den Sankt-Pauli-Schal im Zimmer seiner Schwester. So wird das Pärchen am Abend in einer Disco von Lalla und seinen Freunden gestellt, woraufhin Roland von diesen niedergeschlagen wird. Dabei verletzt sich aber auch Lalla selbst, weshalb dieser sich immer weiter in den Konflikt hineinsteigert.
Roland reist mit Conny zurück nach Hamburg und zeigt ihr die Stadt – sehr zum Missfallen seines besten Freundes Manni, der befürchtet, dass die Freundschaft mit Roland wegen Conny nun zu kurz kommen könnte, und sich und das Pärchen bei einem provozierten Autounfall sogar in Lebensgefahr bringt, um Conny zur Rückreise nach Rostock zu bewegen. Roland beschimpft Manni und kann Conny davon überzeugen, zunächst in Hamburg zu bleiben.
In Rostock stiftet unterdessen Lalla seine Gefährten an, zum folgenden Heimspiel des FC St. Pauli gegen Fortuna Düsseldorf anzureisen und Rache zu nehmen. Tatsächlich treffen die beiden Gruppen im Stadionbereich aufeinander, und auch Conny kann nicht verhindern, dass Roland von Lalla niedergestochen wird. Rolands Verletzung in der Atmosphäre eines Fußballspiels ist zugleich die letzte Szene des Films. Ob er überlebt, wird nicht aufgeklärt.

## Kritiken
„Eine kritisch-unterhaltende Ost-West-Tragödie, die die Flucht aus sozialer Ungerechtigkeit in Extremismus, Gewalt und auch in Gefühle plausibel vermittelt.“

„Bernd Schadewald erzählte anhand der gängigen Vorurteile, die Jugendliche aus den alten und neuen Bundesländern voneinander haben, eine Liebesgeschichte, die zufällig, hastig und sehr unbedacht ihren Anfang nimmt und frei nach Shakespeare zu einem jähen Ende kommt.“

## Auszeichnungen
- Adolf-Grimme-Preis 1994 für Bernd Schadewald, Niels-Bruno Schmidt und Nicolette Krebitz
- Deutscher Kamerapreis 1994 für Klaus Eichhammer
- Sonderpreis Regie an Bernd Schadewald bei den Baden-Badener Tagen des Fernsehspiels 1994